# Mesples
Mesples é uma comuna francesa na região administrativa de Auvérnia-Ródano-Alpes, no departamento Allier. Estende-se por uma área de 14,9 km². Em 2010 a comuna tinha 123 habitantes (densidade: 8,3 hab./km²).